# Pável Urysón
Pável Samuílovich Urysón; en ruso: Павел Самуилович Урысон; (Odesa, Imperio ruso, 3 de febrero de 1898 - Batz-sur-Mer, costa de Bretaña, Francia, 17 de agosto de 1924); escrito Urysohn en la grafía inglesa; fue un matemático ruso conocido sobre todo por sus contribuciones a la teoría de la dimensión y por desarrollar el teorema de la metrización de Urysón y el lema de Urysón, ambos resultados, fundamentales en topología. Su nombre también se conmemora con los términos espacio universal de Urysón, espacio de Fréchet-Urysón, dimensión de Menger-Urysón y ecuación integral de Urysón. Junto con Pável Aleksándrov, formuló la definición moderna de compacidad en 1923.

## Biografía
Pavel Urysohn nació en Odesa en 1898. Su madre murió cuando él era pequeño y quedó al cuidado de su padre y su hermana. La familia se trasladó a Moscú en 1912, donde Urysohn completó sus estudios secundarios. Mientras estudiaba, trabajó en la Universidad Shanyavsky en un proyecto experimental sobre la radiación de rayos X y fue supervisado por Petr Lazarev.
En aquella época, los intereses de Urysohn se centraban principalmente en la física. En 1915 se matriculó en la Universidad Estatal de Moscú y se licenció en Ciencias[6]. Allí asistió a las clases de Nikolai Luzin y Dimitri Egorov, lo que le hizo interesarse por las matemáticas. Entre 1919 y 1921, Urysohn realizó un doctorado sobre ecuaciones integrales bajo la supervisión de Luzin. A continuación, se convirtió en profesor adjunto de la Universidad de Moscú, y Egorov le animó a empezar a trabajar en topología.
En 1922, Urysohn había dado definiciones topológicas a curva, superficie y dimensión, y su trabajo atrajo la atención de muchos matemáticos europeos prominentes. En los veranos de 1923 y 1924, Urysohn y su amigo y compañero matemático, Pavel Aleksandrov, viajaron por Francia, Holanda y Alemania, donde conocieron a David Hilbert, Felix Hausdorff y L. E. J. Brouwer. Los tres matemáticos europeos quedaron impresionados por el trabajo de Urysohn y expresaron su deseo de que volviera a Europa en los años siguientes.
Murió ahogado cuando nadaba en las costas de Bretaña, el 17 de agosto de 1924.

## Eponimia
El asteroide (13673) Urysohn fue nombrado así por este matemático.